# رسلمانیا ۲۷
رسلمانیا ۲۷ (به انگلیسی: Wrestlemania XXVII) بیست و هفتمین رسلمانیای سالانه غیر رایگان (Pay-Per-View) در کشتی حرفه‌ای می‌باشد که توسط کمپانی WWE تهیه می‌شود و این دوره‌اش هم در ۳ آوریل ۲۰۱۱ برگزار شد.

## نتایج
| شماره         | مسابقه | نوع مسابقه و متن عنوان                                   | زمان  |
| ------------- | --- | -------------------------------------------------------- | ----- |
| مسابقه آغازین | مسابقهٔ بین شیمس (قهرمان) و دنیل برایان نا تمام به پایان رسید                                                     |                                                          |       |
| مسابقه آغازین | گریت کالی با بیرون انداختن شیمس از رینگ پیروز شد                                                                 | مسابقه Battle royal با حضور ۲۳ کشتی‌گیر                   | 08:34 |
| ۱             | ادج (همراه با کریسچن) (قهرمان) (برنده) در مقابل آلبرتو دل ریو (همراه با Ricardo Rodriguez و برادوس کلی)          | مسابقه تک به تک سر کمربند قهرمانی سنگین وزن              | 11:09 |
| ۲             | کودی رودز (برنده) در مقابل ری میستریو                                                                            | مسابقه تک به تک                                          |       |
| ۳             | کین و بیگ شو و کوفی کینگستون و سانتینو مارلا (برنده) در مقابل وید برت و ازکیل جکسون و Justin Gabriel و هیث اسلتر | مسابقه تگ تیم ۴ به ۴                                     | 01:34 |
| ۴             | رندی اورتون (برنده) در مقابل سی ام پانک                                                                          | مسابقه تک به تک                                          | 14:45 |
| ۵             | Michael Cole (همراه با جک سوئگر) (برنده) در مقابل Jerry Lawler (به وسیله رد صلاحیت)                              | مسابقه تک به تک همراه با استیو آستین به عنوان داور مخصوص | 13:46 |
| ۶             | آندرتیکر (برنده) در مقابل تریپل اچ                                                                               | مسابقه بدون رد صلاحیت                                    |       |
| ۷             | جان موریسون و تریش استراتوس و اسنوکی (برنده) در مقابل دولف زیگلر و Layla و Michelle McCool (همراه با ویکی گررو)  | مسابقه تگ تیم 3 به 3 به صورت mixed                       | 03:17 |
| ۸             | میز (همراه با الکس رایلی) (قهرمان) (برنده) در مقابل جان سینا                                                     | مسابقه تک به تک سر کمربند WWE                            |       |

## موضوعات مرتبط
نوار شکست‌ناپذیری آندرتیکر در رسلمانیا